# Karena Niehoff

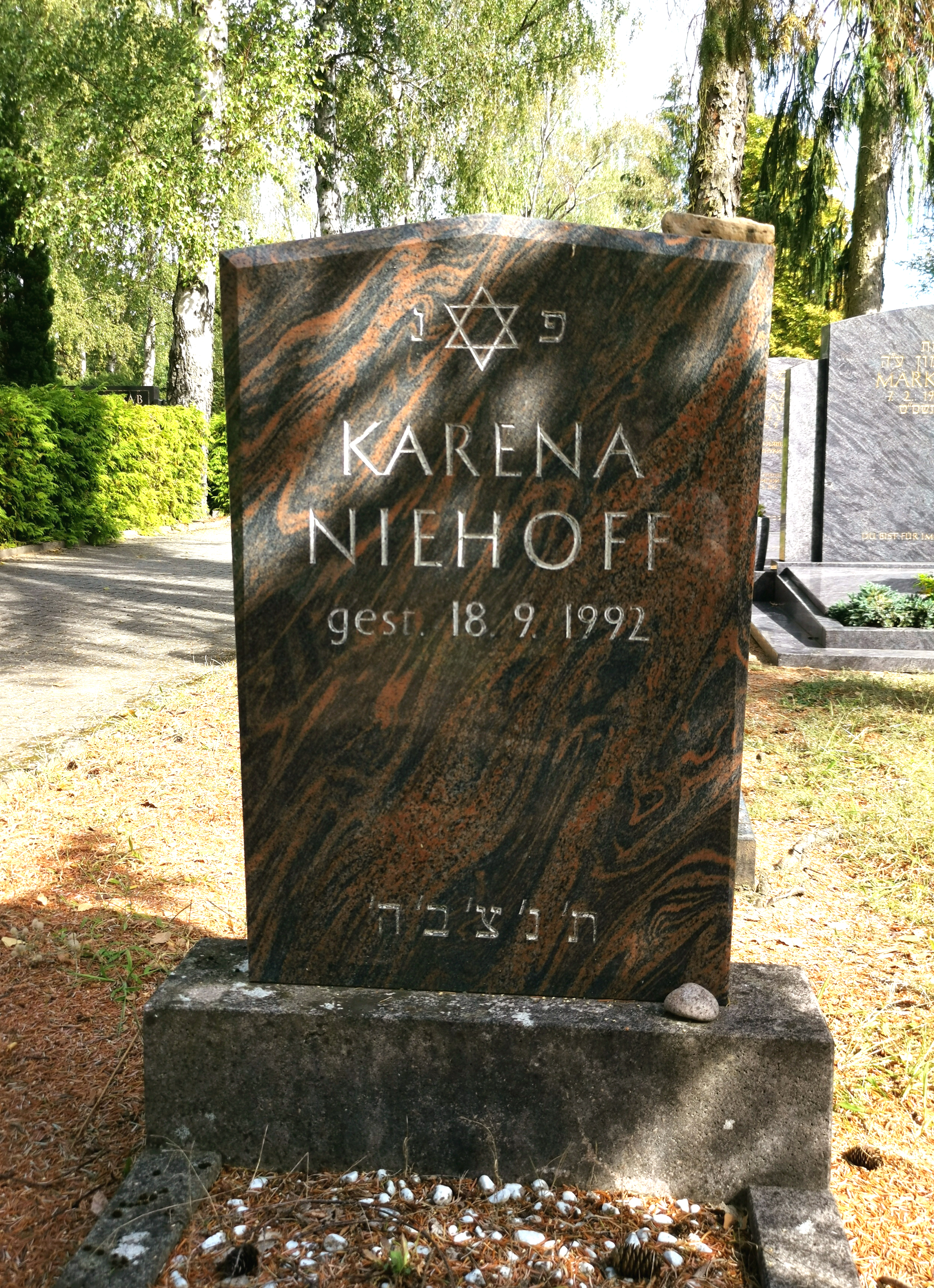
Grab auf dem Jüdischen Friedhof Heerstraße in Berlin-Westend (Feld F IV)

Karena Niehoff (* 21. Dezember 1920 in Berlin; † 18. September 1992 ebenda) war eine deutsche Feuilletonistin und Kritikerin.

## Leben und Wirken
Ihre Mutter war die Schauspielerin und Sängerin Rose Niehoff, geb. Brocziner (1887–1963), ihr Vater vermutlich der Industrielle Ernst Erich Kunheim. Karena Niehoff besuchte ab 1930 das Cecilien-Lyceum in Berlin-Wilmersdorf bis zur Relegation aus der Oberprima 1938. Die Aufnahme an einer anderen Schule wurde ihr aufgrund ihrer jüdischen Herkunft verweigert. Von 1940 bis 1941 arbeitete sie als Assistentin des Drehbuchautors Ludwig Metzger; dieser hatte eine erste, von Veit Harlan dann wesentlich veränderte Fassung des Drehbuchs zum Film Jud Süß geschrieben (bei ihrem Arbeitsbeginn bereits abgedreht, aber noch nicht aufgeführt). Von 1942 bis 1944 arbeitete sie für den japanischen Sozialwissenschaftler und Ökonomen Shigeki Sakimura und kam durch ihn in Kontakt mit antinazistisch eingestellten japanischen Kreisen in Berlin.
Nachdem Karena Niehoff zur Unterstützung ihrer hungernden, mit erheblich reduzierten Lebensmittelkarten ausgestatteten jüdischen Familie eine Brotmarke manipuliert hatte und der Einlösungsversuch scheiterte, wurde sie im Februar 1943 wegen „schwerer Urkundenfälschung und Vergehen gegen das Kriegswirtschaftsgesetz“ zu sechs Monaten Gefängnis verurteilt. Während der Haft in Berlin-Moabit schrieb sie mit zwei Mithäftlingen kleine Pamphlete gegen die Nazis, die mit Medikamenten, die von den Gefangenen verpackt wurden, an unbekannte Empfänger gelangten. Unter dringendem Tatverdacht wurde sie nach ihrer Entlassung durch die Gestapo-Abteilung „Hetzschriften“ verfolgt, die jedoch anhand der Schriftproben nichts nachweisen konnte. 1944 war Karena Niehoff zuerst zwei Monate im Lager im Jüdischen Krankenhaus in Berlin-Wedding interniert, dann drei Monate im „Arbeitserziehungslager“ Fehrbellin inhaftiert. Von Ende August 1944 bis zur Befreiung im Mai 1945 lebte Karena Niehoff mit wechselnden Unterkünften in der Illegalität in Berlin.
Im November 1945 erschien ihre erste journalistische Veröffentlichung in der Berliner Tageszeitung Der Kurier. Bis September 1948 lag der Schwerpunkt ihrer journalistischen Arbeit auf Kritiken, Erlebnisberichten und Reportagen. Für den Kurier und die Jugendzeitschrift Horizont berichtete sie laufend über den Nürnberger Kriegsverbrecherprozess. Ab September 1948 bis Anfang 1950 schrieb sie Feuilletonartikel mit Schwerpunkt Filmbesprechungen für Die Welt. Im April 1949 trat sie als Zeugin im Hamburger Schwurgerichtsprozess gegen Veit Harlan auf. Im Frühjahr 1950 wurde Karena Niehoff nach einer journalistischen Reise an die deutsch-polnische Grenze von den DDR-Behörden, offiziell wegen Spionageverdachts, für sechs Wochen inhaftiert. Auch im Revisionsverfahren gegen Veit Harlan trat sie auf und wurde dabei Opfer antisemitischer Anfeindungen.
Ab April 1952 bis zu ihrem Lebensende arbeitete Karena Niehoff als freie Autorin für die Berliner Tageszeitung Der Tagesspiegel. Sie arbeitete ferner u. a. auch für die Münchner Abendzeitung (bis Ende 1958), für die Basler Nationalzeitung (1955–1963), für die Wochenzeitung Christ und Welt (1955–1965), für die Stuttgarter Nachrichten (1958–1964), für die Zeitschrift Theater heute und für das Berliner Programmmagazin tip (1982–1991). Ab Februar 1961 berichtete sie außerdem regelmäßig als Berliner Kulturkorrespondentin für die Süddeutsche Zeitung. Karena Niehoff war u. a. als Vertreterin des Landes Berlin Beisitzerin bei der Filmbewertungsstelle (FBW) Wiesbaden, Gründungsmitglied der „Freunde der Deutschen Kinemathek e.V.“, Mitglied der Internationalen Jury der Internationalen Filmfestspiele Berlin (1965), Gründungsmitglied der Neuen Gesellschaft für bildende Kunst (NGBK) und wurde 1972 ins P.E.N.-Zentrum der Bundesrepublik gewählt. Seit den Harlan-Prozessen bis in die 1980er Jahre erhielt Karena Niehoff immer wieder anonyme antisemitische Drohbriefe. Ihr Nachlassarchiv befindet sich in der Deutschen Kinemathek, Berlin. Eine kleinere, unvollständige Sammlung von Dubletten ihrer Feuilletons und Kritiken befindet sich in der Theaterwissenschaftlichen Sammlung der Universität zu Köln.
Karena Niehoffs Tochter aus einer Beziehung mit Egon Bahr, Ariane Niehoff-Hack, beschrieb 2014 in ihrem Beitrag zu einem Ausstellungskatalog die Auswirkungen des Nationalsozialismus auf ihre Familie bis in die Nachkriegsjahrzehnte und auf ihr eigenes Leben. Karena Niehoffs Großmutter hatte sich 1935 das Leben genommen, ihre Mutter Rose Niehoff überlebte das KZ Theresienstadt, deren beide Schwestern kamen im KZ Bergen-Belsen und im KZ Auschwitz um.

## Würdigung und Wertung
„Sie war eine Kultfigur der Westberliner Nachkriegszeit. Streitbar, spöttisch, liberal und weltoffen schrieb sie über Filme und Theaterstücke [...] Sie porträtierte berühmte Zeitgenossen und durchreisende Künstler, wie es das Fernsehen nicht vermochte: mit Mutterwitz und Sinn für den enthüllenden Augenblick. Marlene Dietrich, Billy Wilder, Valeska Gert, Klaus Kinski und vielen anderen widmete sie ihre biografischen Miniaturen.[...]“ Sie selbst wurde von Alexander Kluge porträtiert. Karena Niehoff publizierte „in ihrem unverwechselbaren Stil mit schräger Beobachtungsgabe und arabesken Nebeneinfällen“. [...] „Sie schrieb gegen Heuchelei und autoritäres Gehabe an, war eine Herausforderung für die Ewiggestrigen wie für die Kalten Krieger auf beiden Seiten der Berliner Mauer.“ (Claudia Lenssen) „Karena Niehoff war eine brillante Kritikerin. [...] Sensibel beschrieb sie, vorsichtig und analytisch versuchte sie, Konzeptionen zu entschlüsseln; mit Bravour, Ironie und Chuzpe gab sie ihren Kommentar dazu ab.“ (C. Bernd Sucher).